# Yasuda Nagahide
Yasuda Nagahide (安田長秀?; 1517 – 1582?) è stato un samurai giapponese del periodo Sengoku che servì il clan Uesugi della provincia di Echigo.
Nagahide fu un servitore di fiducia di Uesugi Kenshin e ricevette un encomio per il coraggio dimostrato durante la quarta battaglia di Kawanakajima. Supportò Uesugi Kagekatsu durante l'Ōtate no Ran. 